# Ahn Eun-chun
Ahn Eun-chun, oft auch Ahn Eun-tschan, (* 2. Januar 1986 in Seoul) ist eine ehemalige südkoreanische Squashspielerin.

## Karriere
Ahn Eun-chun spielte von 2005 bis 2014 auf der WSA World Tour und gewann auf dieser vier Titel bei insgesamt sechs Finalteilnahmen. Ihre beste Platzierung in der Weltrangliste erreichte sie mit Rang 52 im Januar 2012. Mit der südkoreanischen Nationalmannschaft nahm sie mehrfach an Asienmeisterschaften teil und wurde mit ihr 2018 Vizeasienmeister hinter Hongkong. 2006 gehörte sie zudem zum südkoreanischen Aufgebot bei den Asienspielen. Im Einzel schied sie in der ersten Runde gegen Joshna Chinappa aus.

## Erfolge
- Vizeasienmeister mit der Mannschaft: 2018
- Gewonnene WSA-Titel: 4